# Zitation (Ladung)
Die Zitation war in der frühen Neuzeit etwa ab dem 15. Jahrhundert bis zum 19. Jahrhundert ein Begriff für die Ladung vor Gericht. Dabei war der Zitationszettel der Ladung dem Gericht vorzulegen. Bei Nichtbefolgen konnte eine Kontumazentscheidung ergehen. Eine besondere Form war die Ediktalzitation, eine durch öffentliche Ausschreibung erfolgte Vorladung einer Person, deren Aufenthaltsort unbekannt war. Mittlerweile versteht man unter Zitation das Zitieren, also die Verwendung eines Zitats.

## Belege
1. ↑  
Zitation, die. Digitales Wörterbuch der deutschen Sprache, abgerufen am 22. April 2024.
2. ↑  
Zitation. (Grimm). Deutsches Wörterbuch bei woerterbuchnetz.de, abgerufen am 22. April 2024.